# トニー・シュート
アントニーノ・ジョセフ・シュート・ジュニア（トニー・シュート）（1952年12月30日 - ）は、1965年から活動しているアメリカ合衆国のAORシンガー・ソング・ライター、レコード・プロデューサーである。 彼はソロ活動をした後、リトル・リバー・バンドやプレイヤーのメンバーとしても活動した。シュートは、Bay City Rollers 、ドン・ジョンソン 、 B・J・トーマス 、 ティナ・ターナー、ニック・ケイメンらに曲を提供した。 彼はいくつかの映画のサウンドトラック曲も書いている。 
1980年のシングル「アイランド・ナイト」が日本で小ヒット、オーストラリアでヒットを記録した。1981年に最初の来日コンサート、2012年には実に31年ぶりの来日コンサートが実現した。

## 来歴
シュートは東部メリーランド州ボルチモアに生まれた。父親が音楽家であった彼は、8歳の時にギターを買ってもらい、レコードを聞いたり音楽の本を読んで音楽を学んだ。 1964年、彼はビートルズのコンサートに連れて行かれ、彼らの音楽を取り入れるようになる  。10代の頃、彼は正式にギター、ピアノ、ボーカル、作曲のレッスンも受け、Peabody Instituteで音楽を学んだ。1965年、ビートルズのニューヨークのアフィリエイト・マネージャーであるナット・ヴァイスは、若い有望格として ブライアン・エプスタイン にシュートを紹介した。しかしその後、シュートは10年以上にわたって不遇の時代を過ごした。1975年、シュートは、American Song Festivalの彼の曲で、さまざまなコンテストに参加し優勝も経験した。 
1976年、シュート作曲による「My Lisa」をBay City Rollersがカバーし、これがシュートにとって、初めてメジャーなバンドによる楽曲採用となった 。1980年の「アイランド・ナイト」は日本とオーストラリアで人気となり、日本では西城秀樹がカバーした。さらにマーク・ハンター（ニュージーランド）が「アイランド・ナイト」をカバーし、ハンターのバージョンはオーストラリアでトップ20入りするヒットとなった。 シュートは1981年、日本ツアーを行いアメリカ・ミュージック・フェスティバルを開催した。 
シュートとS.エゴリンは、1986年にEpic RecordsのDon JohnsonのアルバムHeartbeatに「Last Sound Love Makes」を提供した。 
1990年、彼はリトル・リバー・バンドのアルバムWorldwide Love のタイトルトラックをドイツでの曲のチャートと共同制作。1990年から1997年までメンバーおよびピアニストとしてリトル・リバー・バンドに参加 。その後、彼はプレイヤーに正式メンバーとして加入している。
彼はBe My Radio、Live in Japan、Diamond In The Rough CDsを日本のCool Soundレーベルでリリース した 。Union of the Soulは2010年にリリース 。さらにシュートは、『テンプテーション・アレイ』を2016年にリリースした。

## ディスコグラフィ
テンプテーション・アレイ
- 発売日:          2016/12/21
- 規格:            CD
- レーベル:        Pヴァイン・レコード
- 収録曲:"Heal With Me ","Pop Songs", "Temptation Alley", "Hero In Black", "Broken Open", "The Quick And The Dead","The Same Girl", "Sea Angel", "The Light", "Everybody's Got A Poison", "My Ukulele", "Going Thru The Emotions", "Through The Forest", "One More Time Until Tomorrow"

アンダー・ザ・レイダー(デラックス・エディション)
- 規格:            CD (2014/4/30)限定版　二枚組
- レーベル:        ヴィヴィド・サウンド

アイランド・ナイト (re-release with further bonus tracks)
- 発売日:          2011
- 規格:            CD
- 収録曲:"アイランド・ナイトのテーマ", "アイランド・ナイト", "ホールド　バック　ザ　ナイト", "You've Got a License (To Drive Me Crazy)", "Cafe L.A.", "Trapeze", "Angel", "Captain Wonderful", "Street Dancer", "Butterfly"
- ボーナストラック:"Where Would We Be (Without Love)", "One More Time Till Tomorrow", "Going Through the Emotions", "Temptation Alley", "Captain Wonderful" (1977 demo), "Ragtime"

Union of the Soul
- 発売日:          April 22, 2010
- 規格:            CD
- 収録曲:“Water to a Flame“, “If Hell Had Windows“, “Under a New Sky“, “Same Girl“, “All Over Again“, “Last Weekend“, “Quotation and Question Mark“, “Break the Fall“, “Mickey Mantle“, “Sabrina“

Live in Japan
- 発売日:          January 5, 2005
- 規格:            CD
- レーベル:        Cool Sound Records
- 収録曲:"Island Nights Theme" / "Black And Blue Heart", "Street Dancer", "Captain Wonderful", "Trapeze", "Butterfly", "Hold Back To The Night", "On The Cold Street", "Cafe L.A.", "Island Nights", "You've Got A License (To Drive Me Crazy)"

Diamond in the Rough
- 発売日:          January 5, 2005
- 規格:            CD
- レーベル:        Cool Sound Records
- 収録曲:"Diamond in the Rough", "Love Heat the Night", "We Belong Together", "Answer to my Prayer", "Water to a Flame", "Three Sides to Every Story", "I'll Build my World Around You", "The Last Sound Love Makes", "One Heartbeat at a Time", "All Over You", "Just a Photograph", "In My Life", "There's Such a Thing as too Long"

Island Nights (re-release with bonus tracks)
- 発売日:          1999
- 規格:            CD
- 作詞・作曲者:    Sammy Egorin, Tony Sciuto, Steve Warehime
- 収録曲:"Island Nights Theme", "Island Nights", "Hold Back the Night", "You've Got a License (To Drive Me Crazy)", "Cafe L.A.", "Trapeze", "Angel", "Captain Wonderful", "Street Dancer", "Butterfly"
- ボーナストラック:"Hold Back the Night" (live in Japan), "Cafe L.A." (live in Japan), "On the Cold Street", "Black and Blue Heart"

Be My Radio
- 発売日:          1999
- 規格:            CD
- レーベル:        Cool Sound Records
- 収録曲:"Secrets In The Night", "Feel My Love", "Be My Radio", "Gimme A Sign", "Showdown", "Let's Start All Over Again", "M'Lisa", "Take A Chance", "Next To Love"

Holiday in Eden (Banging Rush album)
- 発売日:          December 7, 1997
- 規格:            CD
- レーベル:        Psycho-Active Records
- 収録曲:"Welcome to the Show", "Last Weekend", "Under a New Sky", "If Hell Had Windows", "Black Rain", "Mickey Mantle", "Break the Fall", "All Over Again", "Sabrina", "Who?", "Can't Stop the River", "Light My Fire"

Genius (bONEhEAD album)
- 発売日:          1995
- 規格:            CD
- プロデューサー:  Tony Sciuto and Arnold Geher
- 収録曲:"Last Weekend", "Under a New Sky", "Mickey Mantle", "Black Rain, "Light My Fire", "Pigeon & Frog Dance", "Tattoo Blue", "Sabrina", "Who?", "Hiding in the Clouds"

"Worldwide Love" (Little River Band single) アルバム Worldwide Loveより
- 発売日:          May 28, 1991
- 規格:            45 rpm single
- レーベル:        Curb Records
- 作詞・作曲者:    Tony Sciuto, Peter Beckett, Derek Pellicci
- プロデューサー:  David J. Holman, John Capek, Peter Beckett
- 収録曲:"Worldwide Love", "The Bottom Line"

Island Nights
- 発売日:          1980
- 規格:            LP
- レーベル:        Epic
- 作詞・作曲者:    Sammy Egorin, Tony Sciuto, Steve Warehime
- 収録曲:"Island Nights Theme", "Island Nights", "Hold Back the Night", "You've Got a License (To Drive Me Crazy)", "Cafe L.A.", "Trapeze", "Angel", "Captain Wonderful", "Street Dancer", "Butterfly"